# Пришельцы (Сумеречная зона)
«Пришельцы» (англ. The Invaders) — пятнадцатый эпизод второго сезона американского телесериала-антологии «Сумеречная зона». 51-й эпизод всего сериала. Был впервые показан в эфире телеканала CBS 27 января 1961 года. Режиссёром эпизода выступил Дуглас Хэйс, сценарий написан писателем-фантастом Ричардом Мэтисоном. Один из самых известных эпизодов сериала, отличительной чертой которого является то, что в кадре присутствует только один актёр, а также практически полностью отсутствуют диалоги.
Эпизод рассказывает историю о женщине, на крышу дома которой прилетает летающая тарелка, из неё выходят инопланетяне, похожие на роботов, и нападают на хозяйку дома. Эпизод снят в реальном времени, то есть без временных скачков в повествовании. На протяжении всего эпизода зрителям показывается противостояние женщины и пришельцев.
Учёный Нил Деграсс Тайсон поставил эпизод «Пришельцы» на первое место в списке своих любимых эпизодов сериала. Сайт Vulture.com поставил его на 9-е место в списке 50 лучших эпизодов сериала «Сумеречная зона», а сайт Den of Geek внёс в список лучших эпизодов «Сумеречной зоны» о пришельцах.

## Сюжет
В начале эпизода появляется рассказчик, роль которого традиционно исполняет создатель сериала Род Серлинг, и произносит вступительный монолог:
Это одно из удалённых мест, тут редко бывают гости, место мрачное, пустующее, умирающее. Это фермерский дом, грубый, построенный своими руками, дом без электричества и газа, дом, который прогресс обошёл стороной. А это женщина, живущая в этом доме, женщина, которая одинока уже долгие годы, сильная обыкновенная женщина, до сегодняшнего дня её единственной заботой было приготовление себе еды, эта женщина предстанет перед лицом ужаса, который даже сейчас приближается к ней… из Сумеречной зоны.Оригинальный текст (англ.)This is one of the out-of-the-way places, the unvisited places, bleak, wasted, dying. This is a farhouse, handmade, crude, a house without electricity or gas, a house untouched by progress. This is the woman who lives in the house, a woman who’s been alone for many years, a strong, simple woman whose only problem up until this moment has been that of acquiring enough food to eat, a woman about to face terror which is even now coming at her from… the Twilight Zone.

Одинокая старая женщина живёт в ветхой хижине, в отдалении от других людей. Она бедно одета, в её доме нет современных удобств. Женщина слышит внезапный грохот на крыше; она выходит наружу, чтобы проверить, что произошло, и видит маленькую летающую тарелку, потерпевшую крушение на крыше её дома. Из тарелки выходят две крошечные фигурки — возможно, это роботы или какие-то существа в скафандрах.
Маленькие фигурки нападают на женщину, используя маленькое, похожее на пистолет оружие, которое оставляет ожоги у неё на коже. Следом за женщиной пришельцы попадают к ней в дом, где режут её лодыжку и руку её же собственным кухонным ножом. Женщина боится неизвестных гостей, но старается защитить себя и свой дом. В конце концов она уничтожает одного пришельца, заворачивает его в одеяло и бьёт по нему, пока тот не прекращает сопротивляться, а затем бросает его в горящий камин. Второй пришелец пытается вернуться на свой корабль, женщина хватает топор, преследует его, а затем разбивает топором летающую тарелку пришельцев.
Все предшествующие события происходили в полном молчании, но теперь из летающей тарелки доносится голос, говорящий по-английски. Пришелец отчаянно предупреждает штаб, что его напарник Грэхем мёртв, и что планета населена «расой гигантов» и победить их невозможно. Камера поворачивается к маркировке на борту корабля, которая гласит: «Космический зонд № 1 Военно-воздушных сил США». «Крошечные» захватчики были людьми-астронавтами с Земли; женщина в маленьком фермерском доме принадлежит к расе гигантских гуманоидов, обитающих на другой планете. Она заканчивает разрушать корабль и в изнеможении спускается с крыши в дом.
В конце постановки Род Серлинг произносит заключительный закадровый монолог:
Это пришельцы. Крошечные существа из крошечного места под названием Земля, которые совершили громадный шаг в небо, к неведомому, что сверкает и манит из Вселенной, просторы которой можно только вообразить. Пришельцы, которые узнали, что билет только в один конец к звёздам имеет большую цену. Мы стали свидетелями того, как это было вписано в главную книгу всех действий во вселенной, счёт с печатью «полностью оплачено» и найти его можно… в Сумеречной зоне.Оригинальный текст (англ.)These are the invaders, the tiny beings from the tiny place called Earth, who would take the giant step across the sky to the question marks that sparkle and beckon from {he vastness ofthe universe only to be imagined. The invaders, who found out that a one-way ticket to the stars beyond has the ultimate price tag. And we have just seen it entered in a ledger that covers all the transactions ofthe universe, a bill stamped 'paid in full,' and to be found… in the Twilight Zone.

## Команда
| \| Актёр \| Роль \| \| ------------------ \| ------------------- \| \| Агнес Мурхед \| Гигантский гуманоид \| \| Дуглас Хэйс[англ.] \| астронавт (голос) \| \| Род Серлинг \| рассказчик \| | - автор сценария — Ричард Мэтисон - продюсер — Бак Хотон - помощник продюсера — Дель Рейсман - режиссёр — Дуглас Хэйс - оператор — Джордж Клеменс - монтаж — Леон Барша - художественное оформление — Филип Барбер, Джордж У. Дэвис - ответственные за декорации — Х. Веб Эрроусмит, Генри Грейс - руководитель производства — Э. Даррелл Халленбек - помощник режиссёра — Линдсли Парсонс-мл. - композитор — Джерри Голдсмит - звук — Франклин Милтон, Чарльз Шеид - музыкальная тема сериал — Бернард Херрман - производство: Cayuga Productions, CBS Television Network |
| Актёр | Роль |
| Агнес Мурхед | Гигантский гуманоид |
| Дуглас Хэйс | астронавт (голос) |
| Род Серлинг | рассказчик |

## Создание

### Сценарий
Самое раннее упоминание наброска датируется 30 июня 1960 года; тогда в качестве названия эпизода значилось «Кукла Дьявола» (англ. Devil Doll). Этот набросок несколько отличался от финальной версии, но не понравился руководству: по словам Мэтисона, сценарий был слишком мрачным, в результате переписывания он добавил в него «научно-фантастический подход». Первоначальный вариант сценария был написан 6 августа 1960 года, финальная версия была завершена 17 августа 1960 года. Сценарий «Пришельцев» относился к тому периоду творчества Мэтисона, когда в его работах преобладали темы столкновения индивида с «ужасными» трудностями; сам писатель так говорил о том времени: «Когда я был молод и одинок, чувство изоляции очень сильно прослеживалось в моей работе».
Первоначальный набросок сценария Мэтисон переработал в рассказ, который получил название «Жертва». Впервые рассказ был опубликован в апрельском номере журнала Playboy за 1969 год. Позже Мэтисон написал сценарий к фильму антологии «Трилогия ужаса» (1975), где данный рассказ лёг в основу одной из историй под названием «Амелия».

### Кастинг

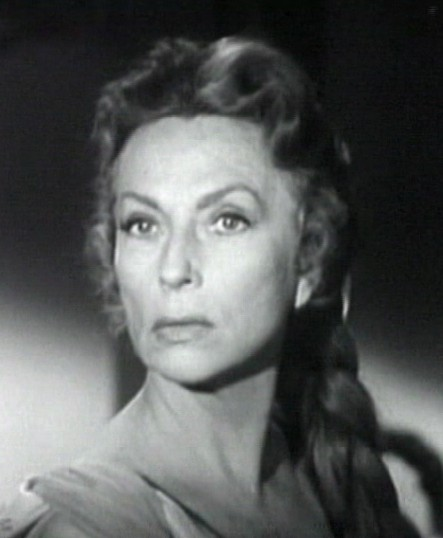
Агнес Мурхед

Продюсер «Сумеречной зоны» Бак Хотон предложил Дугласу Хэйсу поработать над данной постановкой, и у того сразу появились идеи. Хэйс предложил взять на главную роль опытную актрису Агнес Мурхед, известную в том числе по работе в «Гражданине Кейне» Орсона Уэллса. Хэйс решил выбрать её, потому что в то время Мурхед «вела радиопередачу под названием „Извините, ошиблись номером“», это была получасовая программа, в которой актриса «не использовала ничего, кроме своего голоса», а эпизод «Пришельцы» был бы получасовым шоу, «где она вообще не использовала бы свой голос».
Режиссёр Дуглас Хэйс вспоминал о работе с Баком Хотоном:
Я думаю, что Бак был лучшим продюсером, с которым я когда-либо работал. Он выслушивал предложения и старался поддержать режиссёра, или актёра, или кого угодно в их собственной оригинальности, насколько мог. Он раскрыл лучшее в каждом, и он заставил меня почувствовать, что я хочу делать инновационные и захватывающие вещи для „Сумеречной зоны“, гораздо больше, чем я когда-либо хотел это для любого другого сериала.Оригинальный текст (англ.)I think Buck was the best producer I ever worked with. He would listen to suggestions and try to support the director or the actor or whomever in their own originality as much as he could. He brought out the best in everyone and he made me feel like I wanted to do innovations and do exciting things for Twilight Zone, much more than I ever felt for any other series.
—  Дуглас Хэйс
Когда Мурхед пришла на встречу с режиссёром, то «посмотрела на меня с любопытством», вспоминал Хэйс; на его вопрос «Что-то не так?» Мурхед ответила: «Ну, я читала сценарий и пыталась найти свою роль!» В сценарии была только одна женщина и у неё совсем не было слов, «большинство актрис, просматривая сценарий, сразу хотели узнать, что говорит женщина». Киновед Дуглас Броуд положительно отзывался о роли Мурхед: «Нам не нужно слышать, как женщина говорит на инопланетном языке, чтобы понять, что она не с этой Земли; мы можем видеть это в её манерах, достаточно близких к манерам землян».

### Съёмки
Репетиция перед съёмками прошла 10 октября 1960 года. Сами съёмки проходили с 11 по 14 октября 1960 года. Общие производственные затраты на съёмки составили 44 912,46 долларов: 1250 долларов составил гонорар режиссёра, 3000 долларов — гонорар Мурхед, 3240 долларов ушло на оплату игры остальных актёров. Предполагается, что режиссёр Дуглас Хэйс за озвучивание астронавта получил 240 долларов.

Набросок астронавта, сделанный режиссёром Дугласом Хэйсом

Хэйс не хотел снимать маленьких человечков «как в фильме „Доктор Циклоп“», он сразу хотел, чтобы существа, показанные на экране, были именно своего настоящего размера, то есть нужно было сделать роботов в натуральную величину: «Будь они такого размера, она (Мурхед) смогла схватить их физически и швырнуть через всю комнату, это сделало бы сцену более интересной», — вспоминал Хэйс. Дуглас Хэйс имел художественное образование и сам придумал внешний вид экипажа летающей тарелки, он сделал наброски фантастических скафандров персонажей и отдал их в отдел, занимающийся гримом. Они сделали модели в точности такими, какими их задумывал режиссёр. При создании набросков скафандров Хэйс вдохновился логотипом фирмы Michelin. Он специально хотел, чтобы фигуры казались более округлыми, когда в конце серии выяснится, что внутри скафандров были люди, зрители воскликнули бы: «Ага! Значит, они были в надувных скафандрах, верно?». Фигурки астронавтов были изготовлены из поролона и окрашены золотом, чтобы придать им металлический блеск. Во время просмотра эпизода можно было предположить, что модельки приводятся в движение каким-то внутренним механизмом, но это было не так. Хэйс рассказывал, что на спине каждой фигурки был разрез, через который человек мог просунуть внутрь руку. Чтобы ходить — человек засовывал пальцы во впадины в ногах модели, а чтобы поднять руки — пальцы вставлялись в руки фигурки. Следовательно, модели астронавтов не могли одновременно двигать руками и ногами. Маленький лазерный пистолет астронавта загорался от провода, шедшего к внешнему пульту, работающему от батареек, и каждый раз, когда на пульте нажимали кнопку, создавался эффект того, что пистолет стреляет. Такой же трюк был проделан и с антенной на голове другого астронавта. Чтобы замаскировать руку, торчащую из спины, Хэйс утверждал, что оператор носил чёрный рукав, делающий его руку невидимой на тёмном фоне.
Для эпизода были сделаны две модели летающей тарелки: одна очень лёгкая, вторая гораздо более тяжёлая и крепкая, она использовалась в сценах, где женщина бьёт топором по тарелке. Все остальные декорации были построены специально с таким расчётом, чтобы нельзя было привязать события к конкретному отрезку времени. Практически всю серию создаётся впечатление, что действие происходит на нашей планете, и поэтому все предметы интерьера должны были быть узнаваемыми, но в то же время слегка отличаться от того, что зрителю приходилось видеть в повседневной жизни. По большей части декорации старались наполнить «самыми простыми вещами», например, занавески были обычной тряпкой, а стул никак не выделялся своей формой или стилем.
Действие всего эпизода происходит в доме женщины, большую часть съёмок пришлось проводить в декорациях интерьера хижины, и лишь малую часть заняли съёмки экстерьера. Оператору Джорджу Клеменсу пришлось проделать сложную работу при съёмках в замкнутом помещении. Ещё большую сложность доставляли источники света: в одной сцене женщина берёт в руки свечу и проходит с ней из одной комнаты в другую, и свеча должна являться единственным источником света в сцене. Чтобы всё выглядело натурально, пришлось расставить по всей сцене лампочки и управлять ими при помощи диммера. Этим занимались несколько человек, включая самого Клеменса: «кажется, у меня было шесть диммеров, шесть ламп, и всё это нужно было синхронизировать», — вспоминал позже Джордж Клеменс. Нужно было синхронизировать работу всех источников света с движениями актрисы; по словам оператора, он «остался доволен результатом».
Во всей постановке, не считая вступительной и заключительной речи Рода Серлинга, есть только одна сцена, в которой звучит голос. Умирающего астронавта, в конце эпизода передающего послание на Землю, озвучивал сам режиссёр Дуглас Хэйс. По его словам, съёмки прошли «быстро и легко». Примерно полдня занимала репетиция одной сцены, всё сверялось и прорабатывалось до мелочей: «примерно четыре часа репетиций, а затем четыре минуты на съёмку. Затем ещё один долгий, долгий период репетиций, а после небольшой фрагмент фильма. А когда были собраны семь или восемь фрагментов фильма, у нас было наше получасовое шоу».

## Критика
Сценарист эпизода, писатель Ричард Мэтисон, остался недоволен финальной работой. Он вспоминал, что его изначальный сценарий имел гораздо больше действия, чем осталось на финальном монтаже. «Мне это никогда не нравилось», — говорил Мэтисон. — «Мне это не нравится и сегодня… я думаю, что он невероятно медленный. Кроме того, я думаю, что эти маленькие неуклюжие куклы выглядят нелепо. В том виде, как я это написал, можно было уловить только очень быстрые взгляды на них и никогда ничего ясного. Видеть этих маленьких существ, ковыляющих по полу, было так же страшно, как кролика Питера, идущего на тебя».
Писатель-фантаст Теодор Старджон, наоборот, очень лестно отзывался об эпизоде: «Мне очень нравилась „Сумеречная зона“, и я думаю, что из всех эпизодов мне больше всего понравились „Пришельцы“». Также писатель отметил визуальный стиль повествования и был впечатлён сценарием, который Мэтисон «написал без единого слова диалога». Марк Скотт Зикри в своей книге «Спутник Сумеречной зоны» (англ. The Twilight Zone Companion) называл «Пришельцы» в числе лучших эпизодов «Сумеречной зоны», снятых Дугласом Хэйсом.
Стюарт Стэньярд, автор книги «Измерение позади Сумеречной зоны: За кулисами новаторского телесериала» (англ. Dimensions Behind the Twilight Zone: A Backstage Tribute to Television's Groundbreaking Series), назвал данный эпизод лучшей работой Ричарда Мэтисона в сериале и одним из самых популярных эпизодов «Сумеречной зоны». Известный американский учёный-астрофизик и популяризатор науки Нил Деграсс Тайсон говорил, что является поклонником «Сумеречной зоны», а его самыми любимыми эпизодами являются «Пришельцы», «Служить человеку», «Монстры на кленовой улице» и «Убежище».
Автор статьи о сериале с сайта Vulture.com поставил «Пришельцев» на девятое место в списке 50 лучших эпизодов «Сумеречной зоны» и назвал его «практически безупречным шедевром телевидения». Сайт Den of Geek внёс постановку в список лучших эпизодов «Сумеречной зоны» о пришельцах.
Профессор Карл Р. Плантинга в своём эссе о «Сумеречной зоне», опубликованном в книге «Философия в Сумеречной зоне» (англ. Philosophy in The Twilight Zone), разбирает неожиданные концовки в эпизодах сериала. В первую очередь он задаётся вопросом, для кого финал должен быть неожиданным: для персонажа, но не для зрителя, если последний знает больше, чем герой истории; для зрителя, но не для персонажа, если герой знает больше зрителя, и, третий вариант, для зрителя и персонажа вместе. Последние два варианта наиболее распространены в «Сумеречной зоне». Эпизод «Пришельцы» как раз подходит под второй вариант: «его финал удивляет не космонавтов и не великаншу, а только зрителей». Повествование внезапно раскрывает новую информацию; космонавты не являются инопланетянами и имеют нормальный по земным меркам размер. Это женщина — инопланетянка и великанша. «Финал приводит к внезапному и драматическому изменению» восприятия показанных событий.